# Andō Chikasue
Andō Chikasue (安東愛季?; 1539 – 2 ottobre 1587) è stato un daimyō giapponese del periodo Sengoku, capo del clan Andō.
Figlio di Andō Kiyosue, Chikasue fu un potente signore del nord della provincia di Dewa e riuscì a riunire i vari rami della famiglia Andō che era divisa da conflitti interni con la famiglia Minato. Ottenne alcune miniere e diresse direttamente il porto di Akita. Durante gli anni 1570-1580 ebbe buone relazioni prima con Oda Nobunaga e poi con Toyotomi Hideyoshi che gli assicurarono il suo dominio. Fu lui a cambiare il nome del clan da Andō ad Akita. Tuttavia morì di malattia immediatamente prima dell'unificazione completa della metà nord della provincia di Dewa.
Fu succeduto dal figlio Akita Sanesue.